# Décès en novembre 1959
Décès
- 1955
- 1956
- 1957
- 1958
- 1959
- 1960
- 1961
- 1962
- 1963

Pour une information complémentaire, voir la page d'aide.

| Date        | Nom                    | Pays                   | Activités                              | Âge | Source |
| ----------- | ---------------------- | ---------------------- | -------------------------------------- | --- | ------ |
| 2 novembre  | John Mathai            | Drapeau de l'Inde      | Homme politique indien.                | 73  | (en)   |
| 3 novembre  | Teiji Takahashi        | Drapeau du Japon       | Acteur japonais.                       | 33  |        |
| 7 novembre  | Alberto Guerrero       | Drapeau du Chili       | Pianiste chilien, naturalisé canadien. | 73  |        |
| 20 novembre | Alfonso López Pumarejo | Drapeau de la Colombie | Homme d'État colombien.                | 73  |        |